# Modesto Arámbarri Gallastegui
Modesto Arámbarri Gallastegui, (Bilbao el 13 de abril de  1902- Bilbao,1988), fue un militar español que participó en la guerra civil española a favor de la República.
Luchó en la guerra de Marruecos, y durante la II República, a la edad de 30 años, fue nombrado jefe de la Guardia Municipal de Bilbao. En dicho puesto inició importantes cambios, como el de mejorar la preparación de sus miembros, evitar la aparición de grupos políticos o crear una unidad de intérpretes.
En julio de 1936, con el rango de capitán de infantería, seguía al frente de la Guardia Municipal de Bilbao. Su actitud claramente favorable a la República y al nacionalismo vasco le convierten pronto en el jefe supremo militar en la provincia de Vizcaya, contando con el apoyo de Aguirre. Con la creación del C.E. Vasco (7 de noviembre de 1936) pasa a ser jefe de Operaciones de dicho C.E., siendo la máxima autoridad junto con Aguirre. Es el encargado de planificar la batalla de Villarreal.
Al iniciarse la ofensiva rebelde sobre Vizcaya, ya con el grado de comandante, sigue al frente de la jefatura de Operaciones del C.E. vasco, organizando la defensa de la provincia. El 29 de mayo de 1937, al ser sustituido Aguirre por Gamir al frente del C.E. vasco, Arambarri pasa a ser enlace entre el militar y el lehendakari.
Después de la caída de Vizcaya, se refugia en Cantabria, en donde cae preso de los rebeldes en Santoña, aunque consigue evitar la cárcel y huir al extranjero con la ayuda de su suegro, el comandante Ricardo Zuricalday.
Tras abandonar el Frente Norte, no vuelve a la España republicana, siendo luego asesor de Aguirre.
A finales de los años 40 regresa a Bilbao, en donde tiene que soportar un Consejo de Guerra, una pena de 30 años de cárcel posteriormente condonada y la anulación de todos los méritos y galardones que deberían haberle correspondido por su lealtad a la República. En esta benevolencia quizás tuvo que ver mucho su actuación durante la guerra civil, ya que consiguió salvar de la muerte a muchos presos derechistas.
En 2007 Andoni Vergara escribió la biografía de este militar: Modesto Arambarri Gallastegui (1902-1988).